# 愛の告白
「愛の告白」(I Honestly Love You)は、オリビア・ニュートン＝ジョンが1974年に発表した楽曲。

## 概要
作詞作曲はジェフ・バリーとピーター・アレン。アメリカでは1974年8月に、イギリスでは同年9月にシングルとしては発表された。B面は「ふるさと（Home Ain't Home Anymore）」。
第17回グラミー賞で「最優秀レコード賞」と「最優秀女性ポップ・ヴォーカル・パフォーマンス賞」を受賞した。
1998年にはデイヴィッド・フォスターがプロデュースを務め、新たにレコーディングしたニュー・ヴァージョンを発表。このヴァージョンではベイビーフェイスがコーラスを担当し、シングルのカップリングには同年の新曲「プレシャス・ラヴ」が収録された
ボビー・ヴィントン、リン・アンダーソン、ロニー・ミルサップ、ジェリー・バトラー、ボビー・ウーマック、ザ・ステイプル・シンガーズらによるカバー・バージョンがある。